# Ctenus acanthoctenoides
Ctenus acanthoctenoides är en spindelart som beskrevs av Schmidt 1956. Ctenus acanthoctenoides ingår i släktet Ctenus och familjen Ctenidae.
Artens utbredningsområde är Ecuador. Inga underarter finns listade i Catalogue of Life.